# 요한 베르그 그뷔드뮌손
요한 베르그 그뷔드뮌손(아이슬란드어: Johann Berg Guðmundsson, 1990년 10월 27일~)는 아이슬란드의 축구 선수로 현재 UAE 프로리그의 알다프라에서 윙어로 뛰고 있으며 아이슬란드 축구 국가대표팀의 주전으로도 활약하고 있다.

## 클럽 경력

### 브레이다블리크 UBK
2006년부터 2008년까지 첼시 FC와 풀럼 FC 유스팀에서 활동하다가 잉글랜드 정착에 실패한 이후 2008년 브레이다블리크 UBK 입단을 통해 프로에 전격 데뷔하여 2008 시즌 공식전 25경기 9골의 준수한 성적을 거두며 이 시즌 베스타데일드 카를라 중·후반기 최우수 선수에 선정되었다.

### AZ 알크마르
브레이다블리크에서의 뛰어난 활약을 바탕으로 2008년 독일 분데스리가의 함부르크 SV의 입단 제의를 받았으나 계약까지는 성사되지 못했고결국 2009년 1월 네덜란드 에레디비시의 AZ 알크마르와 입단 계약을 체결한 이후 첫 2시즌에는 리저브팀에서만 활동하다가 2010-11 시즌부터 2013-14 시즌까지 4시즌동안 공식전 172경기 25골·15어시스트를 기록하며 2시즌 연속 리그 4위(2010-11, 2011-12), 2012-13 KNVB컵 우승 및 2번의 KNVB컵 4강(2011-12, 2013-14), 2013-14년 UEFA 유로파리그 8강 진출 등에 공헌하며 알크마르의 에이스로 맹활약을 펼쳤다.

### 찰턴 애슬레틱
2013-14 시즌 종료 후 알크마르와의 재계약 대신 EFL 챔피언십의 찰턴 애슬레틱 입단을 통해 잉글랜드 무대에 발을 디딘 후 2015-16 시즌까지 공식전 86경기 17골·17어시스트로 맹활약하며 잉글랜드 정착에 성공했지만 2015-16 시즌 팀의 EFL 리그 원 강등까지는 막지 못했다.

### 번리 FC
2015-16 시즌을 마친 뒤 38억원의 이적료에 2015-16 시즌 EFL 챔피언십 우승팀인 번리 FC와 이적에 합의했고 이후 현재까지 공식전 199경기 13골로 2018-19년 UEFA 유로파리그 플레이오프 진출, 2022-23 EFL 챔피언십 우승 및 차기 시즌 프리미어리그 재승격을 이끌어내며 번리의 에이스로 맹활약하고 있다.

## 국가대표 경력
요한은 2008년부터 청소년 대표팀을 거쳤다. 그리고 2008년 8월, 아제르바이잔 대표팀과의 친선경기에서 18살의 어린 나이로 성인대표팀 데뷔전을 가졌다.
요한의 국가대표 경기 중 최고의 순간이었던 경기는 2013년 9월, 브라질 월드컵 유럽예선 스위스와의 경기였다. 그는 이 경기에서 해트트릭 기록하며 최고의 경기를 보여주었는데, 그 중 3번째 골은 팀이 4-3으로 지던 후반 46분, 경기 종료가 다가올 때 18야드(약 16m)에서 쏜 왼발 중거리 슈팅으로써 이 골은 팀이 극적으로 무승부를 거두는데 일조했다.

## 수상

### 클럽
AZ 알크마르
- 에레디비시 : 4위 (2010-11, 2011-12)
- KNVB컵 : 우승 (2012-13), 4강 (2011-12, 2013-14)

 번리 FC
- EFL 챔피언십 : 우승 (2022-23)